# Volodymyr Melnykov
 Volodymyr Mykolajovytj Melnykov  (ukrainska: Володимир Миколайович Мельников, ryska: Владимир Николаевич Мельников: Vladimir Nikolajevitj Melnikov), född 14 september 1951 i Tjernivtsi, Ukrainska SSR, Sovjetunionen, är en ukrainsk författare, poet och kompositör.
År 1987 tog han examen inom en doktorandkurs vid Militärakademin för luftförsvarsmakten av landstyrkorna i Kiev.
Åren 1969–1991 tjänstgjorde han som militär i Sovjetunionen. Han avslutade sin militärkarriär i Sovjetunionen som seniorlärare vid Kievs militära luftförsvarsakademi för landstyrkor. Melnykov utnämndes till överste 1991 och erhöll titeln "Associate Professor" samma år. Han är författare av fler än 100 vetenskapliga verk, bland andra   textboken «Utformning av matematiska algoritmer för funktionen av radioelektroniska enheter»  [källa behövs] (1992). 1992–2001 tjänstgjorde han som militär i Ukraina, där han tjänade i generalstaben. 
2001–2005 tjänstgjorde Melnykov på Ukrainas presidents kansli.

## Bibliografi

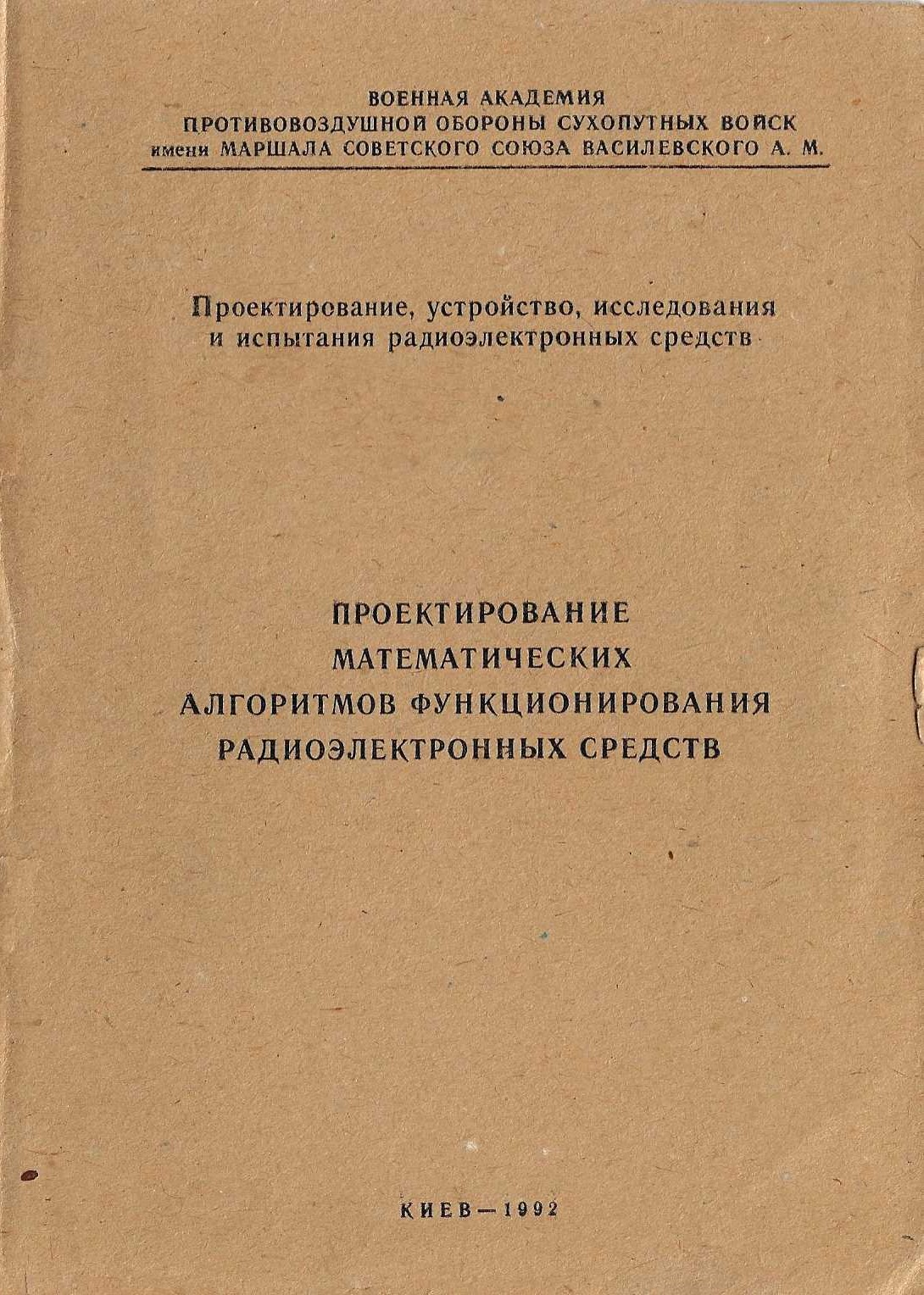
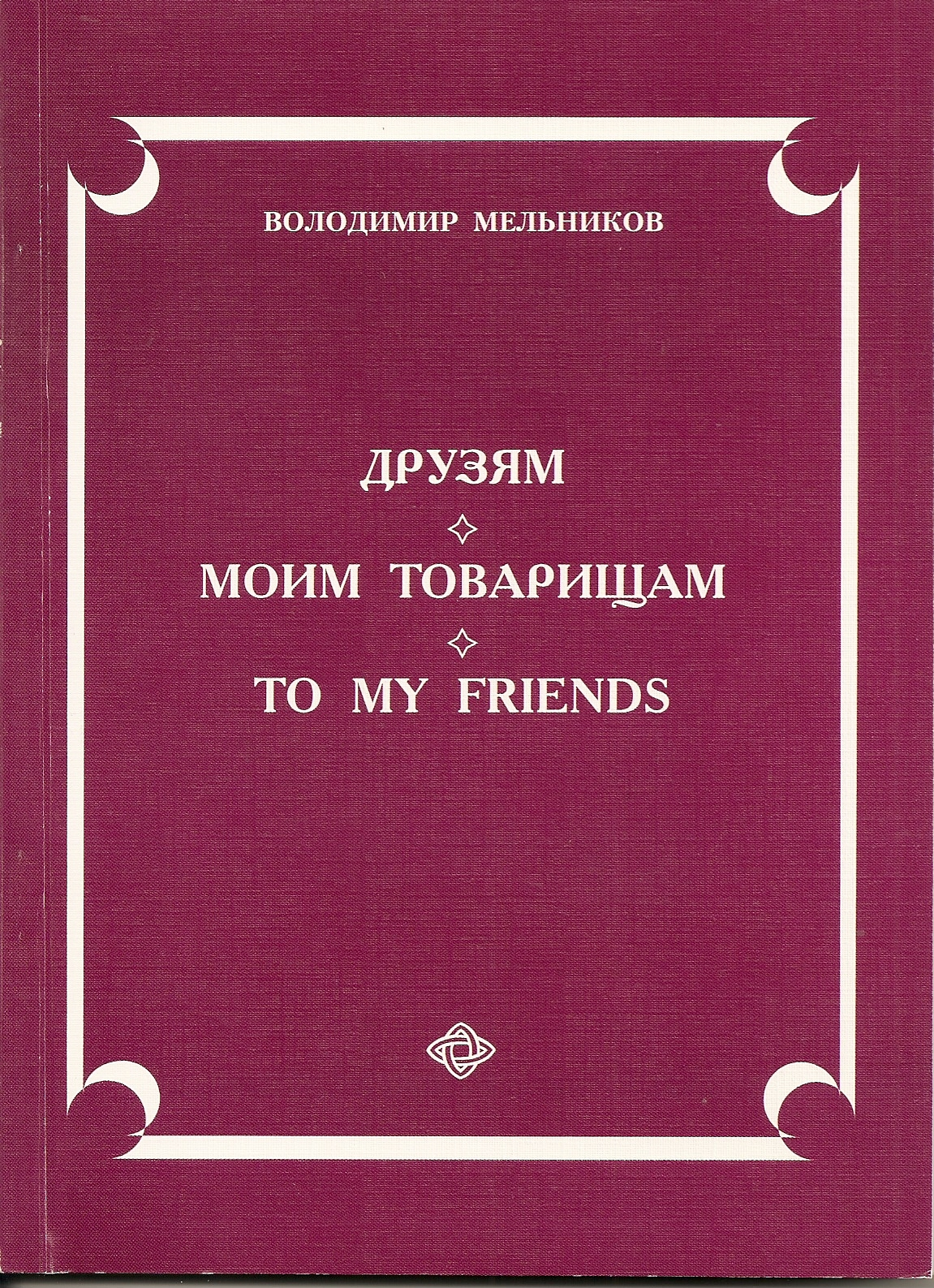
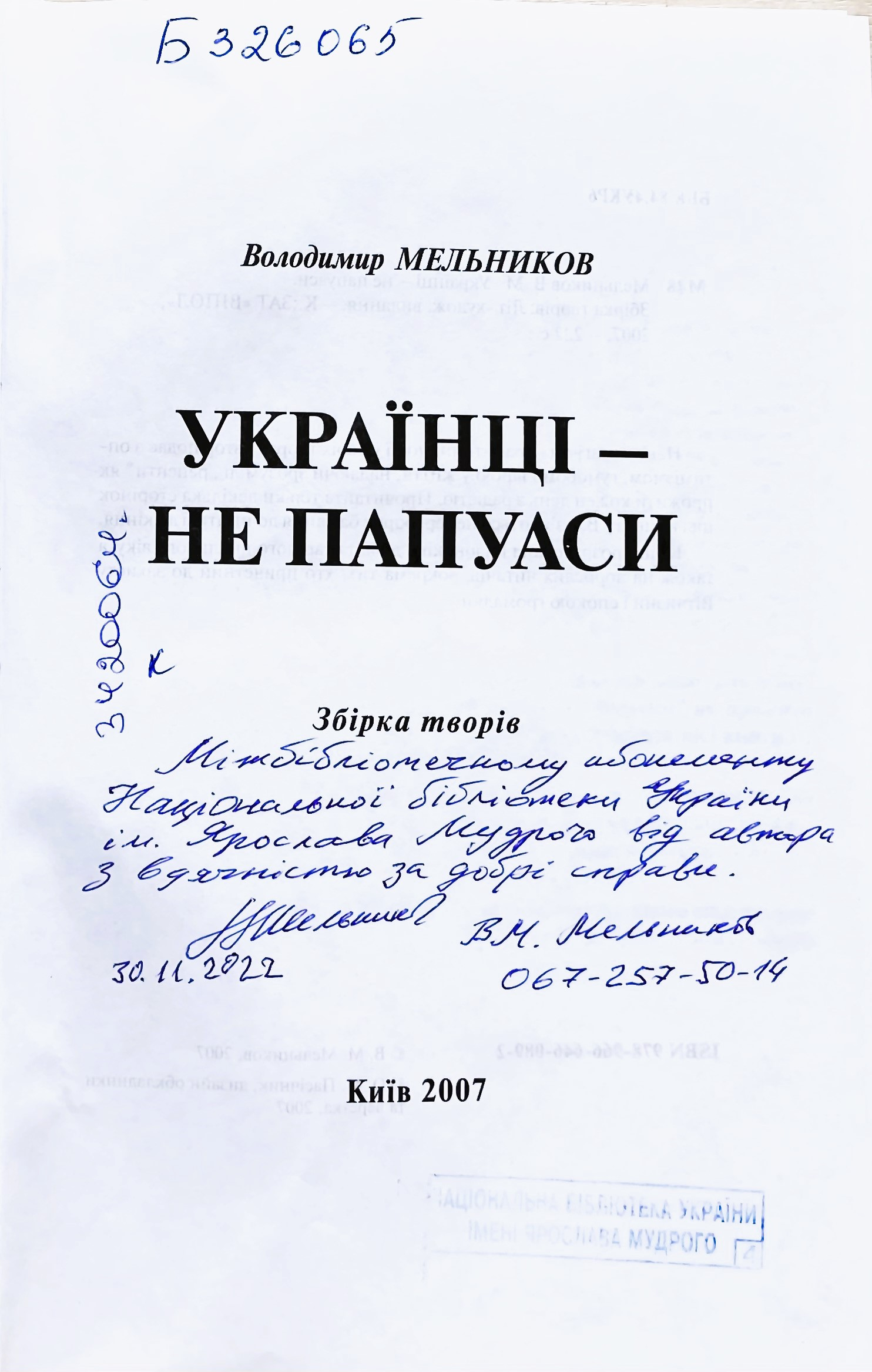
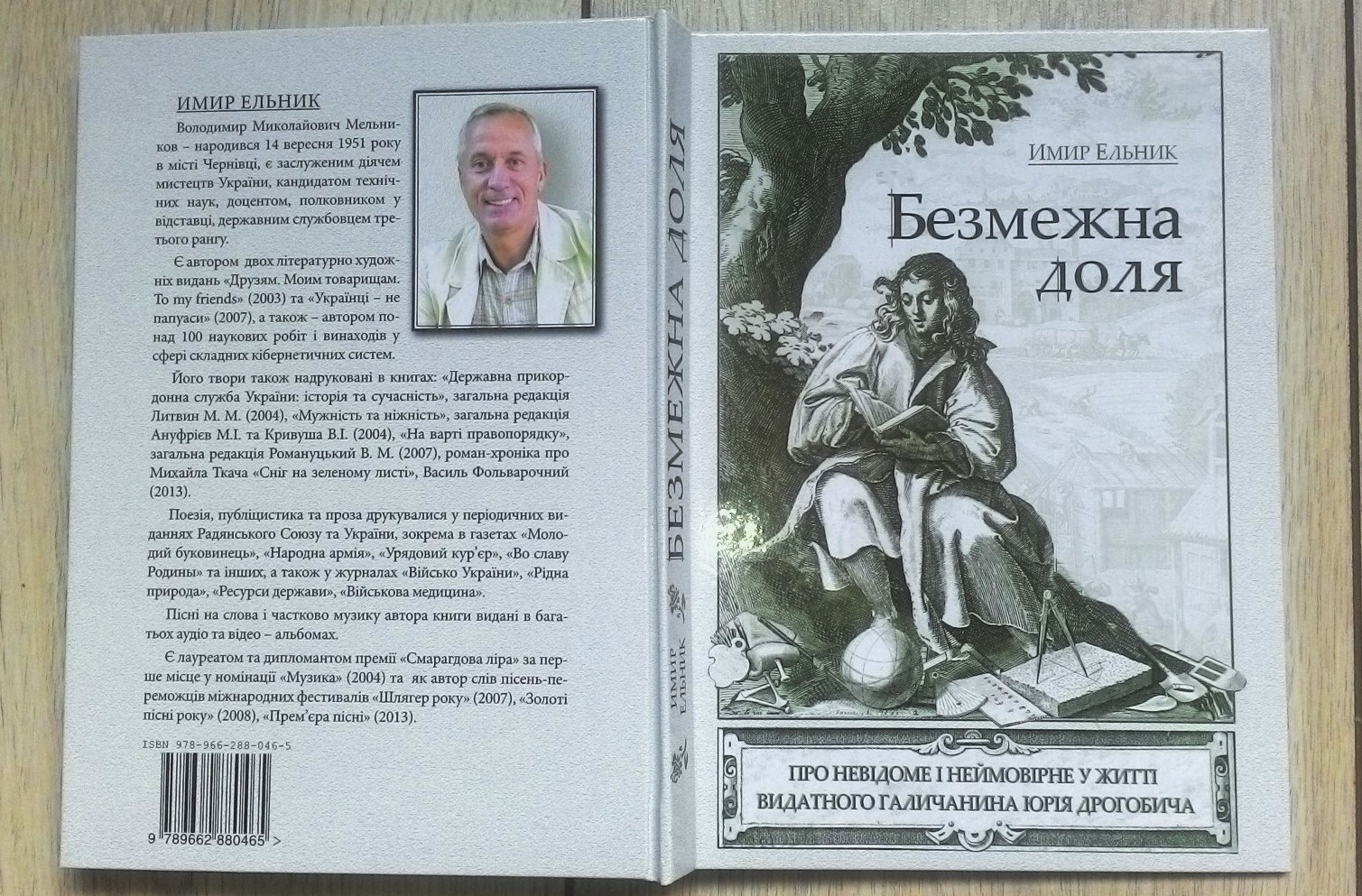
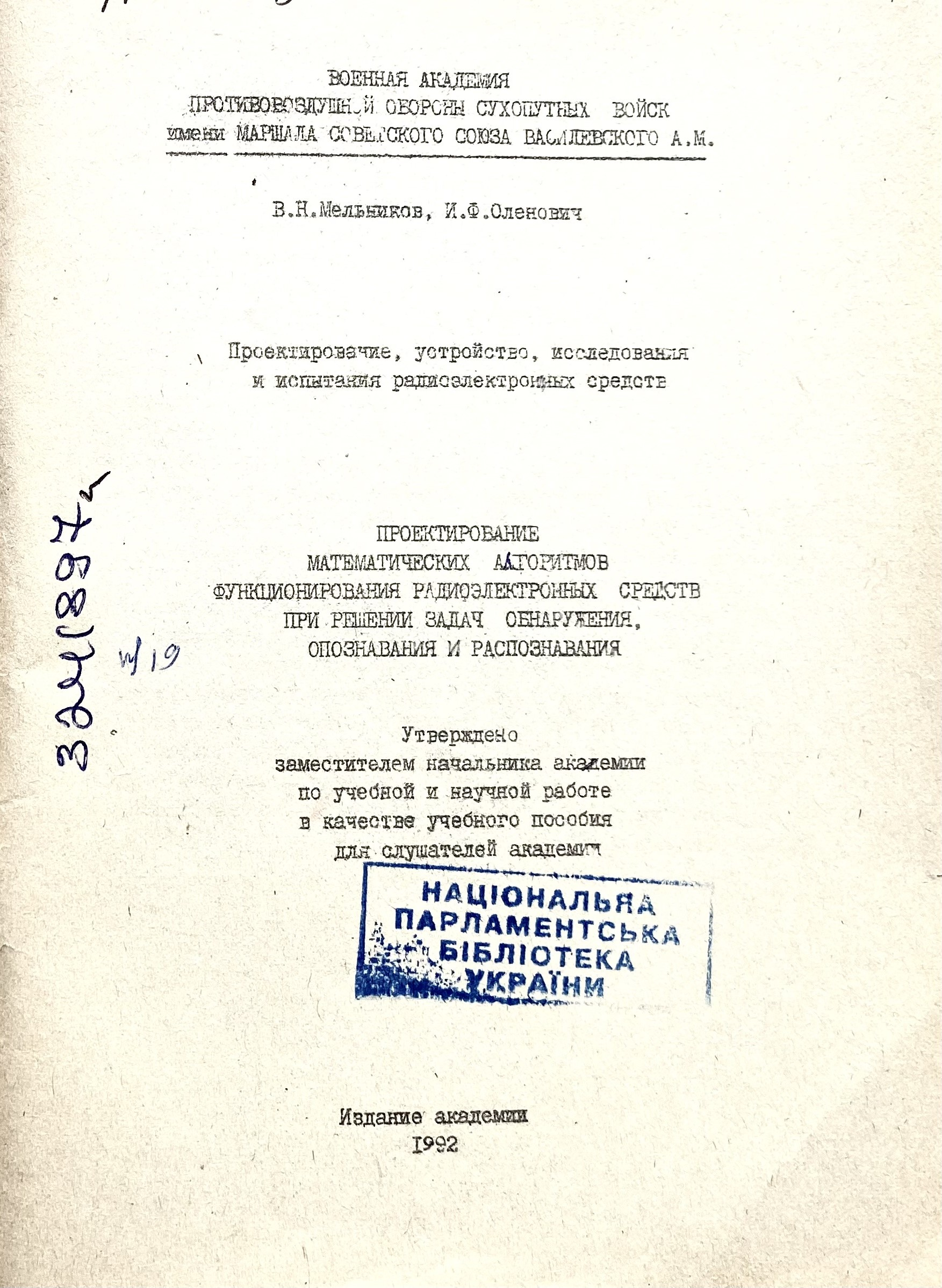

## Diskografi

### Album (upphovsman till text och musik)
- 2005 – Vidlunia
- 2006 – Zahystymo Ukrainu

### Album (upphovsman till text)
- 2004 – Divtjyna Vesna
- 2013 – Rodnaja
- 2014 – Kordon – tsе tjеst і slava
- 2019 – Zupynys na hvylynu